# Surface alaire
Pour les articles homonymes, voir Surface.

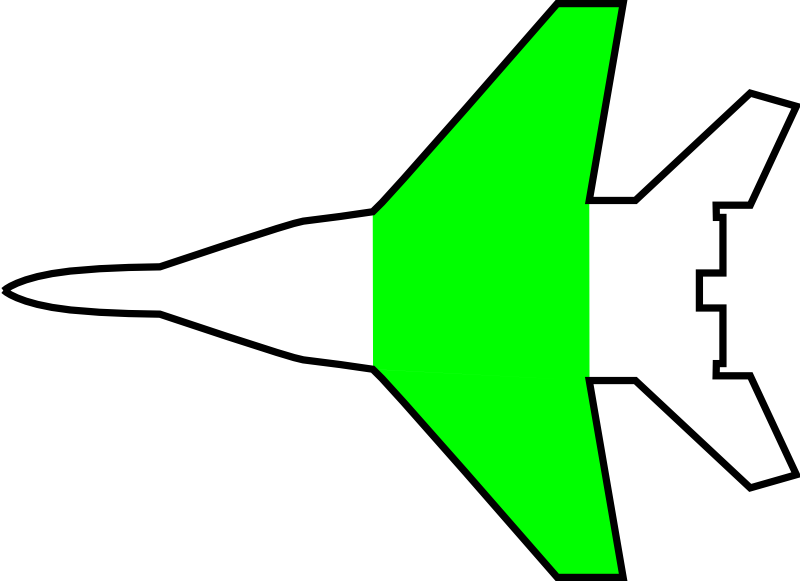
En vert : représentation de l'aire alaire d'un avion.

La surface alaire d'un avion ou d'un planeur est l'aire des ailes projetée sur le plan horizontal (visible dans la vue de dessus), empennage non compris.
Elle se calcule comme toute aire en mathématiques. La surface reliant les ailes à travers le fuselage est incluse dans le calcul.
La surface alaire et la vitesse sont des facteurs qui déterminent la portance de l'appareil. La portance varie avec le carré de la vitesse : un avion allant moins vite compense ce manque de vitesse par une surface plus importante ; à l'inverse, les avions les plus rapides ont de petites ailes de moindre superficie, ce qui réduit leur traînée à grande vitesse, mais augmente leur vitesse de décrochage. Pour garder une vitesse de décrochage raisonnable tout en diminuant la surface alaire, on ajoute souvent des dispositifs hypersustentateurs aux ailes.

## Exemples
Avions civils
- Grande surface alaire

An-225 : 905 m2
- Petite surface alaire

Morane-Saulnier Rallye : 12,3 m2
- Très petite surface alaire

MC-15 Cri-Cri : 3,1 m2
Avions militaires
- Grande surface alaire

North American XB-70 : 585 m2
B-52 : 371,60 m2
- Petite surface alaire (engin sans pilote)

X-43 : ~ 2 m2